# Diencéfalo
O diencéfalo é uma divisão do prosencéfalo (prosencéfalo embrionário) e está situado entre o telencéfalo e o mesencéfalo (mesencéfalo embrionário). Consiste em estruturas situadas em ambos os lados do terceiro ventrículo, incluindo o tálamo, o hipotálamo, o epitálamo e o subtálamo.
O diencéfalo é uma das principais vesículas do cérebro formadas durante a embriogênese. Durante a terceira semana de desenvolvimento, um tubo neural é criado a partir do ectoderma, uma das três camadas germinativas primárias. O tubo forma três vesículas principais durante a terceira semana de desenvolvimento: o prosencéfalo, o mesencéfalo e o rombencéfalo. O prosencéfalo se divide gradualmente no telencéfalo e no diencéfalo.
Seu estudo é baseado na parede do terceiro ventrículo e de núcleos específicos e não específicos. Dos ventrículos laterais para o terceiro ventrículo temos o forame interventricular por onde percorre o líquido cefalorraquidiano (LCR). Qualquer obstrução deste óstio poderá levar a uma hipertensão intracraniana, pois o LCR não poderá percorrer todo espaço subaracnóideo nem ser absorvido pelas granulações aracnóideas que estão próximas ao seio sagital superior. Este aumento de líquido é denominado hidrocefalia e pelo fato da ausência de comunicação é classificada como não-comunicante.

## Estrutura
O diencéfalo consiste nas seguintes estruturas:
- Tálamo
- Hipotálamo, incluindo a hipófise posterior
- Epitálamo, que consiste em:
  - Núcleos paraventriculares anterior e posterior
  - Núcleos habenulares mediais e laterais
  - Stria medullaris thalami
  - Comissura posterior
  - Corpo pineal
- Subtálamo

### Conexão
O nervo óptico (CN II) liga-se ao diencéfalo. O nervo óptico é um nervo sensorial (aferente) responsável pela visão; corre do olho através do canal óptico no crânio e liga-se ao diencéfalo. A própria retina é derivada do copo óptico, uma parte do diencéfalo embrionário.

## Função
O diencéfalo é a região do tubo neural do vertebrado embrionário que dá origem às estruturas anteriores do prosencéfalo, incluindo tálamo, hipotálamo, porção posterior da glândula pituitária e glândula pineal. O diencéfalo encerra uma cavidade chamada terceiro ventrículo. O tálamo serve como centro de retransmissão de impulsos sensoriais e motores entre a medula espinhal e a medula oblonga e o cérebro. Reconhece os impulsos sensoriais de calor, frio, dor, pressão, etc. O assoalho do terceiro ventrículo é chamado hipotálamo. Possui centros de controle para controle dos movimentos oculares e respostas auditivas.

## Imagens adicionais

Diagrama representando as principais subdivisões do cérebro embrionário dos vertebrados. Estas regiões posteriormente se diferenciam em prosencéfalo, mesencéfalo e rombencéfalo.
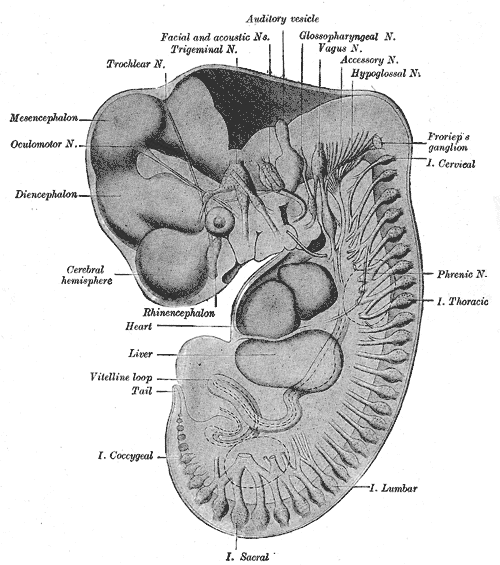
Reconstrução dos nervos periféricos de um embrião humano de 10,2 mm. (Diencéfalo à esquerda.)